# Ferdinand-Jean Darier
Ferdinand-Jean Darier (26 de abril de 1856 – 1938) fue un médico francés, especializado en dermatología y patología, conocido como "Padre de la dermatología moderna en Francia".

## Carrera

### Medicina
Nace en Budapest, Hungría hijo de franceses, Darier, estudio con Louis-Antoine Ranvier (1835–1922) en el Collège de France.
Darier descubrió varias enfermedades, la más notable la Enfermedad de Darier, una forma peculiar de eritema, que identificó en 1889 como una psorodermose folliculaire végétante. Otras enfermedades descritas por él Queratosis pilaris (Síndrome de Darier-White), Acantosis nigricans, dermatofibrosarcoma (Enfermedad de Darier-Ferrand), eritema annularis, Sarcoidosis subcutanea (Sarcoidosis de Darier-Roussy), y un signo, el signo de Darier Darier's sign observed in mastocitosis.
Desde 1909 hasta 1922, Darier, estuvo al frente del departamento clínico del Hôpital Saint-Louis. Era una de los "Cinco Grandes" de la Escuela de Dermatología de París, junto con Ernest Henri Besnier (1831–1909), Louis-Anne-Jean Brocq (1856–1928), Raymond Sabouraud (1864–1938) ay Jean Alfred Fournier (1832–1915).
Darier escribió un texto de dermatología, Précis de dermatologie, que fue publicado en 1909 y traducido al español, alemán e inglés. Además, fue editor de la enciclopediaNouvelle Pratique Dermatologique, publicada en ocho volúmenes desde 1936.

### Política
Además de sus actividades de investigación médica, Darier fue alcalde de Longpont-sur-Orge desde 1925 hasta 1935.

## Obras
- De l’artérite syphilitique (1904)
- Précis de dermatologie (1918).[4]
- Nouvelle Pratique Dermatologique (1936)